# Lista de vereadores de Itinga do Maranhão
Esta é uma lista de vereadores de Itinga do Maranhão, município brasileiro do estado do Maranhão.
A câmara municipal de Itinga do Maranhão é formada por onze cadeiras.

## 8ª Legislatura (2025–2028)
Estes são os vereadores eleitos nas eleições de 06 de outubro de 2024, pelo período de 1° de janeiro de 2025 a 31 de dezembro de 2028.
|    | Nome                                                                                          | Partido                                        | Votos | %    | Observações |
| -- | --------------------------------------------------------------------------------------------- | ---------------------------------------------- | ----- | ---- | ----------- |
| 1  | Adriano Rodrigues do Nascimento, Adriano do Bosco (Açailândia, 26.09.1990–)                   | Partido Social Democrático (PSD)               | 757   | 4,99 | 1º mandato  |
| 2  | Rogenia Brito da Silva (Imperatriz, 19.05.1979–)                                              | Partido Progressista (PP)                      | 683   | 4,51 | 2º mandato  |
| 3  | Rubens Paulo Teixeira da Silva, Rubinho (Tuntum, 15.11.1984–)                                 | Partido Progressista (PP)                      | 622   | 4,10 | 2º mandato  |
| 4  | Francinaldo dos Santos Rodrigues Oliveira, Naldinho Enfermeiro (Açailândia, 02.03.1979–)      | União Brasil (UNIÃO)                           | 614   | 4,05 | 1º mandato  |
| 5  | Tania Fernandes Silva (Imperatriz, 26.06.1978–)                                               | União Brasil (UNIÃO)                           | 564   | 3,72 | 2º mandato  |
| 6  | Rivelino da Silva de Sousa, (Brasília, 03.11.1972–)                                           | Partido Democrático Trabalhista (PDT)          | 560   | 3,69 | 1º mandato  |
| 7  | Jadson Alves Carvalho, Pretinho (Imperatriz, 09.07.1985–)                                     | Partido Liberal (PL)                           | 554   | 3,65 | 3º mandato  |
| 8  | Fabiano Alves Bezerra, Fabinho do Coqueiral (Açailândia, 11.03.1988–)                         | Partido da Social Democracia Brasileira (PSDB) | 532   | 3,51 | 2º mandato  |
| 9  | Mauramalia Rejane dos Santos Neves Queiroz, Maura Queiroz (Governador Valadares, 26.04.1981–) | Partido Democrático Trabalhista (PDT)          | 463   | 3,05 | 1º mandato  |
| 10 | Gregório Barbosa Gomes, Pastor Gregório (Açailândia, 30.06.1983–)                             | Avante (AVANTE)                                | 376   | 2,48 | 1º mandato  |
| 11 | Jailson Moraes de Brito, Nenenzin (Pio XII, 15.10.1986–)                                      | Partido Social Democrático (PSD)               | 336   | 2,22 | 1º mandato  |

## 7ª Legislatura (2021–2024)
Estes são os vereadores eleitos nas eleições de 15 de novembro de 2020, pelo período de 1° de janeiro de 2021 a 31 de dezembro de 2024.
|    | Nome                                                                              | Partido                               | Votos | %    | Observações                               |
| -- | --------------------------------------------------------------------------------- | ------------------------------------- | ----- | ---- | ----------------------------------------- |
| 1  | Rubens Paulo Teixeira da Silva, Rubinho (Tuntum, 15.11.1984–)                     | Partido Democrático Trabalhista (PDT) | 584   | 4,09 | 1º mandato                                |
| 2  | Claudemir Peres Dias, Caboco (Sítio Novo, 23.10.1973–)                            | Podemos (PODE)                        | 576   | 4,04 | 1º mandato                                |
| 3  | Fabiano Alves Bezerra, Fabinho do Coqueiral (2021-2022) (Açailândia, 11.03.1988–) | Partido Progressista (PP)             | 549   | 3,85 | 1º mandato                                |
| 4  | Jadson Alves Carvalho, Pretinho (Imperatriz, 09.07.1985–)                         | Partido Republicano Brasileiro (PRB)  | 534   | 3,74 | 2º mandato                                |
| 5  | Leandro da Silva Cordeiro (Açailândia, 03.03.1983–)                               | Partido dos Trabalhadores (PT)        | 485   | 3,40 | 2º mandato                                |
| 6  | Tania Fernandes Silva (Imperatriz, 26.06.1978–)                                   | Partido Republicano Brasileiro (PRB)  | 478   | 3,35 | 1º mandato                                |
| 7  | Raidean Silva Conceição (Itinga do Maranhão, 03.01.1989–)                         | Partido Democrático Trabalhista (PDT) | 436   | 3,06 | 2º mandato. Teve o mandato cassado.       |
| 8  | Aloizo Sousa do Carmo, Aloizo Moto Taxi (São Domingos do Maranhão, 13.07.1960–)   | Partido Republicano Brasileiro (PRB)  | 387   | 2,71 | 2º mandato                                |
| 9  | Francisco das Chagas do Nascimento, Chiquinho (Pau dos Ferros, 22.05.1956–)       | Democratas (DEM)                      | 335   | 2,35 | 5º mandato                                |
| 10 | Wilmax de Oliveira Reis, Wil do Sindicato (São João da Baliza, 08.10.1982–)       | Partido Progressista (PP)             | 327   | 2,29 | 1º mandato                                |
| —  | Rogenia Brito da Silva (Imperatriz, 19.05.1979–)                                  | Partido Democrático Trabalhista (PDT) | 299   | 2,10 | 1º mandato. Assumiu a cadeira de Raidean. |
| 11 | Gardênia Valmária Gomes Sousa (Imperatriz, 18.03.1976–)                           | Podemos (PODE)                        | 275   | 1,93 | 1º mandato                                |

## 6ª Legislatura (2017–2020)
Estes são os vereadores eleitos nas eleições de 2 de outubro de 2016, pelo período de 1° de janeiro de 2017 a 31 de dezembro de 2020.
|    | Nome                                                                            | Partido                                        | Votos | %    | Observações                                        |
| -- | ------------------------------------------------------------------------------- | ---------------------------------------------- | ----- | ---- | -------------------------------------------------- |
| 1  | Francisco das Chagas do Nascimento, Chiquinho (Pau dos Ferros, 22.05.1956–)     | Partido Trabalhista Cristão (PTC)              | 595   | 4,56 | 4º mandato                                         |
| 2  | Raidean Silva Conceição (Itinga do Maranhão, 03.01.1989–)                       | Partido Republicano Brasileiro (PRB)           | 588   | 4,51 | 1º mandato                                         |
| 3  | Luizelton Borges da Silva, Luiz Bila (Fortuna, 08.06.1979–)                     | Partido Socialista Brasileiro (PSB)            | 527   | 4,04 | 2º mandato                                         |
| 4  | Leandro da Silva Cordeiro (Açailândia, 03.03.1983–)                             | Partido Ecológico Nacional (PEN)               | 507   | 3,88 | 1º mandato                                         |
| 5  | Antonio Gonçalves Cavalcante, Grandão † (Coutinho, 04.01.1965 – 07.07.2020)     | Partido Trabalhista Cristão (PTC)              | 492   | 3,77 | 2º mandato. Faleceu no exercício do mandato        |
| 6  | Alzenir Teixeira da Silva (Tuntum, 19.05.1961–)                                 | Partido da Mulher Brasileira (PMB)             | 469   | 3,59 | 2º mandato                                         |
| 7  | Jadson Alves Carvalho, Pretinho (Imperatriz, 09.07.1985–)                       | Partido Republicano Brasileiro (PRB)           | 416   | 3,19 | 1º mandato                                         |
| 8  | Raimundo Neto Pereira da Silva (Colinas, 12.04.1974–)                           | Partido Republicano Brasileiro (PRB)           | 414   | 3,17 | 1º mandato                                         |
| 9  | Gelciane Torres da Silva, Gel (2019-2020) (Imperatriz, 09.06.1974–)             | Partido Socialista Brasileiro (PSB)            | 363   | 2,78 | 5º mandato                                         |
| 10 | Aloizo Sousa do Carmo, Aloizo Moto Taxi (São Domingos do Maranhão, 13.07.1960–) | Partido Ecológico Nacional (PEN)               | 350   | 2,68 | 1º mandato                                         |
| 11 | Maxwil de Oliveira Reis, Max (2017-2018) (São João da Baliza - RR, 15.04.1981–) | Partido da Social Democracia Brasileira (PSDB) | 335   | 2,57 | 2º mandato                                         |
| —  | Claudemir Vieira da Silva, Dr. Claudemir (Itinga do Maranhão, 02.01.1975–)      | Partido Republicano da Ordem Social (PROS)     | 308   | 2,36 | 2º mandato. Assumiu após o falecimento do titular. |

## 5ª Legislatura (2013–2016)
Estes são os vereadores eleitos nas eleições de 7 de outubro de 2012, pelo período de 1° de janeiro de 2013 a 31 de dezembro de 2016.
|    | Nome                                                                           | Partido                                        | Votos | %    | Observações                                   |
| -- | ------------------------------------------------------------------------------ | ---------------------------------------------- | ----- | ---- | --------------------------------------------- |
| 1  | Antonio Gonçalves Cavalcante, Grandão † (Coutinho, 04.01.1965 – 07.07.2020)    | Partido Democrático Trabalhista (PDT)          | 846   | 6,98 | 1º mandato                                    |
| 2  | Francisco Paulo Queiroz, Paulo Birita (Itinga do Maranhão, 10.03.1974–)        | Partido Social Democrático (PSD)               | 784   | 6,47 | 1º mandato                                    |
| 3  | Francisco das Chagas do Nascimento, Chiquinho (Pau dos Ferros, 22.05.1956–)    | Partido Democrático Trabalhista (PDT)          | 756   | 6,24 | 3º mandato                                    |
| 4  | Alzenir Teixeira da Silva (Tuntum, 19.05.1961–)                                | Partido Democrático Trabalhista (PDT)          | 578   | 4,77 | 1º mandato                                    |
| 5  | Gelciane Torres da Silva, Gel (2013-2016) (Imperatriz, 09.06.1974–)            | Partido Popular Socialista (PPS)               | 572   | 4,72 | 4º mandato                                    |
| 6  | Allan Carlos Barros Alves, Allan de Jesus (Miracema do Tocantins, 15.10.1972–) | Partido dos Trabalhadores (PT)                 | 533   | 4,40 | 2º mandato                                    |
| —  | Maxwil de Oliveira Reis, Max (São João da Baliza, 15.04.1981–)                 | Partido Comunista do Brasil (PC do B)          | 482   | 3,98 | 1º mandato. Assumiu a cadeira de Luciano Boi. |
| 7  | Luciano Ferreira Santos, Luciano Boi (Carlos Chagas, 15.06.1979–)              | Partido da Social Democracia Brasileira (PSDB) | 455   | 3,75 | 1º mandato. Teve o mandato cassado.           |
| 8  | Luizelton Borges da Silva, Luiz Bila (Fortuna - MA, 08.06.1979–)               | Partido Socialista Brasileiro (PSB)            | 443   | 3,66 | 1º mandato                                    |
| 9  | Renaildo Alves Machado (Governador Archer - MA, 24.07.1980–)                   | Partido da Social Democracia Brasileira (PSDB) | 435   | 3,57 | 1º mandato                                    |
| 10 | Salomão Ribeiro da Silva (Santo Antônio dos Lopes - MA, 13.01.1949–)           | Partido Popular Socialista (PPS)               | 387   | 3,19 | 3º mandato                                    |
| 11 | Jarnilan Soares de Sousa (Imperatriz - MA, 06.07.1968–)                        | Partido Humanista da Solidariedade (PHS)       | 316   | 2,61 | 2º mandato                                    |

## 4ª Legislatura (2009–2012)
Estes são os vereadores eleitos nas eleições de 5 de outubro de 2008, pelo período de 1° de janeiro de 2009 a 31 de dezembro de 2012.
|   | Nom                                                                             | Patido                                   | Votos | %    | Observações                                        |
| - | ------------------------------------------------------------------------------- | ---------------------------------------- | ----- | ---- | -------------------------------------------------- |
| 1 | Renilson Alves Machado, Professor Renilson (Governador Archer, 14.08.1974–)     | Partido Progressista (PP)                | 883   | 6,13 | 2º mandato                                         |
| 2 | Allan Carlos Barros Alves, Allan de Jesus (Miracema do Tocantins, 15.10.1972–)  | Partido Republicano Brasileiro (PRB)     | 725   | 5,04 | 1º mandato                                         |
| 3 | Claudemir Vieira da Silva, Dr. Claudemir (Itinga do Maranhão, 02.01.1975–)      | Partido Trabalhista Cristão (PTC)        | 712   | 4,95 | 1º mandato                                         |
| 4 | Gedeon Almeida Silva † (Guaratinga, 15.06.1966 – 08.11.2012)                    | Partido da República (PR)                | 499   | 3,47 | 2º mandato. Faleceu no exercício do mandato.       |
| 5 | Eduardo Batista dos Santos, Dudu (Imperatriz, 21.11.1968–)                      | Partido Social Democrata Cristão (PSDC)  | 495   | 3,44 | 4º mandato                                         |
| 6 | Raimundo Uruçu da Silva, Raimundinho da Cemar (2009-2010) (Tuntum, 23.01.1957–) | Partido Democrático Trabalhista (PDT)    | 494   | 3,43 | 2º mandato                                         |
| 7 | Ademir Pereira Braga (Anápolis, 13.04.1952–)                                    | Partido Socialista Brasileiro (PSB)      | 394   | 2,74 | 1º mandato                                         |
| 8 | Gelciane Torres da Silva, Gel (2011-2012) (Imperatriz, 09.06.1974–)             | Partido Popular Socialista (PPS)         | 358   | 2,49 | 3º mandato                                         |
| — | Gabriel Amaral Dias (Imperatriz, 29.12.1976–)                                   | Partido Republicano Progressista (PRP)   | 351   | 2,44 | 1º mandato. Assumiu após o falecimento do titular. |
| 9 | Jarnilan Soares de Sousa (Imperatriz, 06.07.1968–)                              | Partido Humanista da Solidariedade (PHS) | 337   | 2,34 | 1º mandato                                         |

## 3ª Legislatura (2005–2008)
Estes são os vereadores eleitos nas eleições de 3 de outubro de 2004, pelo período de 1° de janeiro de 2005 a 31 de dezembro de 2008.
|   | Nome                                                                                                   | Partido                                            | Votos | %'   | Observações |
| - | --- | -------------------------------------------------- | ----- | ---- | ----------- |
| 1 | Raimundo Uruçu da Silva, Raimundinho da Cemar (Tuntum, 23.01.1957–)                                    | Partido da Frente Liberal (PFL)                    | 570   | 4,27 | 1º mandato  |
| 2 | Domingos Fernandes dos Reis, Dominguinhos (2005-2006) (Mirador, 11.04.1954–)                           | Partido do Movimento Democrático Brasileiro (PMDB) | 526   | 3,94 | 3º mandato  |
| 3 | Jorge Luiz Oliveira Bezerra, Jorjão do Coqueiral † (São Domingos do Maranhão, 09.05.1963 – 21.02.2020) | Partido Social Liberal (PSL)                       | 510   | 3,82 | 1º mandato  |
| 4 | Ivone Maria Francischetto Camporez (2007-2008) (Castelo, 26.12.1955–)                                  | Partido Republicano Progressista (PRP)             | 495   | 3,71 | 3º mandato  |
| 5 | Gelciane Torres da Silva, Gel (Imperatriz, 09.06.1974–)                                                | Partido Popular Socialista (PPS)                   | 482   | 3,61 | 2º mandato  |
| 6 | Francisco das Chagas do Nascimento, Chiquinho (Pau dos Ferros, 22.05.1956–)                            | Partido Social Liberal (PSL)                       | 457   | 3,43 | 2º mandato  |
| 7 | Salomão Ribeiro da Silva (Santo Antônio dos Lopes, 13.01.1949–)                                        | Partido da Frente Liberal (PFL)                    | 454   | 3,40 | 2º mandato  |
| 8 | Renilson Alves Machado, Professor Renilson (Governador Archer, 14.08.1974–)                            | Partido Republicano Progressista(PRP)              | 424   | 3,18 | 1º mandato  |
| 9 | Eduardo Batista dos Santos, Dudu (Imperatriz, 21.11.1968–)                                             | Partido Social Democrata Cristão (PSDC)            | 413   | 3,10 | 3º mandato  |

## 2ª Legislatura (2001–2004)
Estes são os vereadores eleitos nas eleições de 1º de outubro de 2000, pelo período de 1° de janeiro de 2001 a 31 de dezembro de 2004.
|   | Nome                                                                         | Partido                                            | Votos | %    | Observações |
| - | ---------------------------------------------------------------------------- | -------------------------------------------------- | ----- | ---- | ----------- |
| 1 | Christiano Fernandes de Assis Filho † (Mantena, 09.07.1966 – 04.07.2020)     | Partido Trabalhista Brasileiro (PTB)               | 536   | 5,41 | 1º mandato  |
| 2 | Ivone Maria Francischetto Camporez (Castelo, 26.12.1955–)                    | Partido da Social Democracia Brasileira (PSDB)     | 534   | 5,39 | 2º mandato  |
| 3 | Eduardo Batista dos Santos, Dudu (Imperatriz, 21.11.1968–)                   | Partido Social Democrático (PSD)                   | 494   | 4,99 | 2º mandato  |
| 4 | Domingos Fernandes dos Reis, Dominguinhos (2001-2004) (Mirador, 11.04.1954–) | Partido do Movimento Democrático Brasileiro (PMDB) | 492   | 4,97 | 2º mandato  |
| 5 | Francisco Valbert Ferreira Queiroz, Quininha (Imperatriz, 09.02.1970–)       | Partido Social Democrático (PSD)                   | 454   | 4,58 | 2º mandato  |
| 6 | Gelciane Torres da Silva, Gel (Imperatriz, 09.06.1974–)                      | Partido Popular Socialista (PPS)                   | 416   | 4,20 | 1º mandato  |
| 7 | Gedeon Almeida Silva † (Guaratinga, 15.06.1966 – 08.11.2012)                 | Partido Trabalhista Brasileiro (PTB)               | 346   | 3,49 | 1º mandato  |
| 8 | Francisca Alves de Souza, Xixica (Campo Alegre, 10.04.1948–)                 | Partido da Frente Liberal (PFL)                    | 208   | 2,10 | 2º mandato  |
| 9 | José Ruy Benes Gomes Nascimento (Buriti Bravo, 11.10.1970–)                  | Partido da Frente Liberal (PFL)                    | 173   | 1,74 | 1º mandato  |

## 1ª Legislatura (1997–2000)
Estes são os vereadores eleitos nas eleições de 3 de outubro de 1996, pelo período de 1° de janeiro de 1997 a 31 de dezembro de 2000.
|   | Nome                                                                                  | Partido                                            | Votos | %    | Observações                                        |
| - | ------------------------------------------------------------------------------------- | -------------------------------------------------- | ----- | ---- | -------------------------------------------------- |
| 1 | Eduardo Batista dos Santos, Dudu (1997-1998) (Imperatriz, 21.11.1968–)                | Partido da Frente Liberal (PFL)                    | 486   | 9,72 | 1º mandato                                         |
| 2 | Francisco Valbert Ferreira Queiroz, Quininha (Imperatriz, 09.02.1970–)                | Partido Social Democrático (PSD)                   | 462   | 9,24 | 1º mandato                                         |
| 3 | Francisco das Chagas do Nascimento, Chiquinho (Pau dos Ferros, 22.05.1956–)           | Partido do Movimento Democrático Brasileiro (PMDB) | 405   | 8,10 | 1º mandato                                         |
| 4 | Ivone Maria Francischetto Camporez (Castelo, 26.12.1955–)                             | Partido Progressista Brasileiro (PPB)              | 401   | 8,02 | 1º mandato                                         |
| 5 | Domingos Fernandes dos Reis, Dominguinhos (Mirador, 11.04.1954–)                      | Partido do Movimento Democrático Brasileiro (PMDB) | 371   | 7,42 | 1º mandato                                         |
| 6 | Salomão Ribeiro da Silva (Santo Antônio dos Lopes, 13.01.1949–)                       | Partido da Frente Liberal (PFL)                    | 335   | 6,70 | 1º mandato                                         |
| 7 | José Neves de Oliveira, Roberto Carlos † (Sapucaia do Norte, 21.11.1945 – 09.03.2012) | Partido da Frente Liberal (PFL)                    | 277   | 5,54 | 1º mandato                                         |
| 8 | Leocádio dos Reis Carvalho † (Amarante - MA, 09.12.1942 – 24.06.2020)                 | Partido da Frente Liberal (PFL)                    | 254   | 5,08 | 1º mandato                                         |
| 9 | Ana da Penha Torres da Silva † (Carlos Chagas, 14.08.1948 – 25.06.1999)               | Partido do Movimento Democrático Brasileiro (PMDB) | 251   | 5,02 | 1º mandato. Faleceu no exercício de mandato.       |
| — | Francisca Alves de Souza, Xixica (Campo Alegre, 10.04.1948–)                          | Partido Social Democrático (PSD)                   | 234   | 4,68 | 1º mandato. Assumiu após o falecimento da titular. |

## Legenda
| Cor  | Significado          |
| Bege | Presidente da Câmara |
| Azul | Suplente             |